# Meteorus tauricornis
Meteorus tauricornis är en stekelart som först beskrevs av Léon Abel Provancher 1880.  Meteorus tauricornis ingår i släktet Meteorus och familjen bracksteklar. Inga underarter finns listade i Catalogue of Life.